# Lijst van burgemeesters van Susteren
Dit is een lijst van burgemeesters van de voormalige Nederlandse gemeente Susteren (provincie Limburg). Sinds 1 januari 2003 maakt Susteren deel uit van de op die datum ontstane gemeente Echt-Susteren.
| Ambtsperiode | Naam burgemeester              | Partij of stroming | Bijzonderheden                                                                          |
| ------------ | ------------------------------ | ------------------ | --------------------------------------------------------------------------------------- |
| 1800 - 1808  | L. Schalleij                   |                    |                                                                                         |
| 1808 - 1814  | J.L. Backhaus                  |                    |                                                                                         |
| 1814 - 1818  | J.H. Schulpen                  |                    |                                                                                         |
| 1818 - 1825  | J.L. Backhaus                  |                    |                                                                                         |
| 1825 - 1830  | J.B. de Plevits                |                    |                                                                                         |
| 1830 - 1831  | P.J. Nelissen                  |                    |                                                                                         |
| 1831 - 1836  | A.Chr. Maessen                 |                    |                                                                                         |
| 1836 - 1842  | J.F.H. Meeuwissen              |                    |                                                                                         |
| 1842 - 1851  | P. Meuffels                    |                    |                                                                                         |
| 1851 - 1866  | C.H.Th. Maessen                |                    |                                                                                         |
| 1866 - 1876  | P. Meuffels                    |                    |                                                                                         |
| 1876 - 1899  | F.J. Meuffels                  |                    | tevens burgemeester van Born (1884-1889)                                                |
| 1899 - 1923  | J.F.J. Evertz                  |                    | tevens burgemeester van Nieuwstadt (1904-1916)                                          |
| 1923 - 1926  | M.F.G.M. (Marcel) van Grunsven |                    | later burgemeester van Heerlen                                                          |
| 1926 - 1941  | J.J. Hermans                   |                    | later burgemeester van Ubach over Worms                                                 |
| 1942 - 1944  | M.H. Keller                    | NSB                | tevens burgemeester van Nieuwstadt (1943-1944)                                          |
| 1945 - 1946  | J.J. Hermans                   |                    |                                                                                         |
| 1947 - 1954  | W.J.H.M. Muris                 |                    | later burgemeester van Meerssen                                                         |
| 1954 - 1972  | Jan (J.A.A.) Gijzels           |                    | eerder burgemeester van Wijlre                                                          |
| 1972 - 1982  | Bert (A.G.J.) van Goethem      | KVP / CDA          | tevens (waarnemend) burgemeester van Roosteren (1969-1982), later burgemeester van Beek |
| 1982 - 1986  | Hein (H.G.L.) Corten           | VVD                | eerder burgemeester van Ulestraten en Schimmert                                         |
| 1986 - 2002  | Hans (J.A.G.) van Mierlo       | PvdA               | eerder burgemeester van Mook en Middelaar, later waarnemend burgemeester van Maasbree   |